# Ticherra liviana
Ticherra liviana är en fjärilsart som beskrevs av Hans Fruhstorfer 1912. Ticherra liviana ingår i släktet Ticherra och familjen juvelvingar. Inga underarter finns listade i Catalogue of Life.